# Fàbrica Ferran i Arnau
La fàbrica Ferran i Arnau era un edifici situat als carrers del Cid i de Berenguer el Vell del barri del Raval de Barcelona, actualment desaparegut.

## Història i descripció
El 1835, el comerciant i terratinent Rafael Sabadell i Barnús va presentar un projecte d'obertura de nous carrers en un hort de la seva propietat prop del Portal de Santa Madrona, segons el projecte de l'arquitecte Francesc Renart i Arús. El 1837, Sabadell presentà una sol·licitud per a desplaçar el traçat del nou carrer de Berenguer el Vell uns metres en direcció cap a la muralla, segons el projecte del mateix autor. D'aquesta manera hom evitava afectar un edifici existent al núm. 65 del carrer de Trentaclaus (actualment Arc del Teatre).
El gener del 1845, el seu fill Rafael Sabadell i Permanyer va establir en emfiteusi una porció de terreny de 24.821 pams quadrats entre els nous carrers de Berenguer el Vell, Cid i la muralla de terra a l'ebenista Jacint Ferran i Vicens i el cadiraire Pere Arnau i Jiménez,
que van encarregar el projecte d'una fàbrica al mestre d'obres Francesc Ubach. La planta conservada a l'Arxiu Històric de la Ciutat mostra un cos de casa a la cantonada dels carrers del Cid, 7 (modern 16) i de Ramon Berenguer el Vell i dues «quadres» situades en angle recte, amb dues crugies de 6 m de llum separades per columnes de ferro colat, i doble il·luminació.
El 1847, Ferran i Arnau hi van fer instal·lar una màquina de vapor de 40 CV, i van constituir amb Pere Soler i Toneu la societat Pere Arnau i Cia per a explotar-hi una filatura de cotó. El 19 de juny del 1848 es va produir una fuita a la caldera, que va provocar la mort del fogoner i un altre operari a causa de les cremades. El 31 d'octubre del 1849 s'hi va calar foc en unes bales de cotó, però l'incendi es va poder controlar sense conseqüències greus.
La nit del 14 de juliol del 1854, en plena vaga de les selfactines, la fàbrica fou assaltada i incendiada i Arnau i el seu fill Antoni hi perderen la vida defensant-la. Uns mesos després, la runa encara bloquejava el pas al carrer de Berenguer el Vell, la qual cosa motivà una queixa per part de la veïna Rosés i Cia: «Rosés y Compª propietarios del edificio fabrica situado en la calle de Berenguer el viejo, a V.E. exponen: Que hace más de cuatro meses, que se halla obstruido el paso de aquella calle por los escombros procedentes del desplome de la fabrica de los SS Arnau y Compª, habiendo quedado en pié un gran trozo de pared, que está continuamente amenazando ruína [...]» Finalment, els terrenys de la fàbrica i un solar adjacent de 10.839 pams quadrats que també els havia establert Sabadell foren parcel·lats i s'hi construïren nous edificis d'habitatges (núms. 4, 6, 8 i 10 del carrer de Berenguer el Vell), actualment substituïts per noves construccions amb façana al Paral·lel.

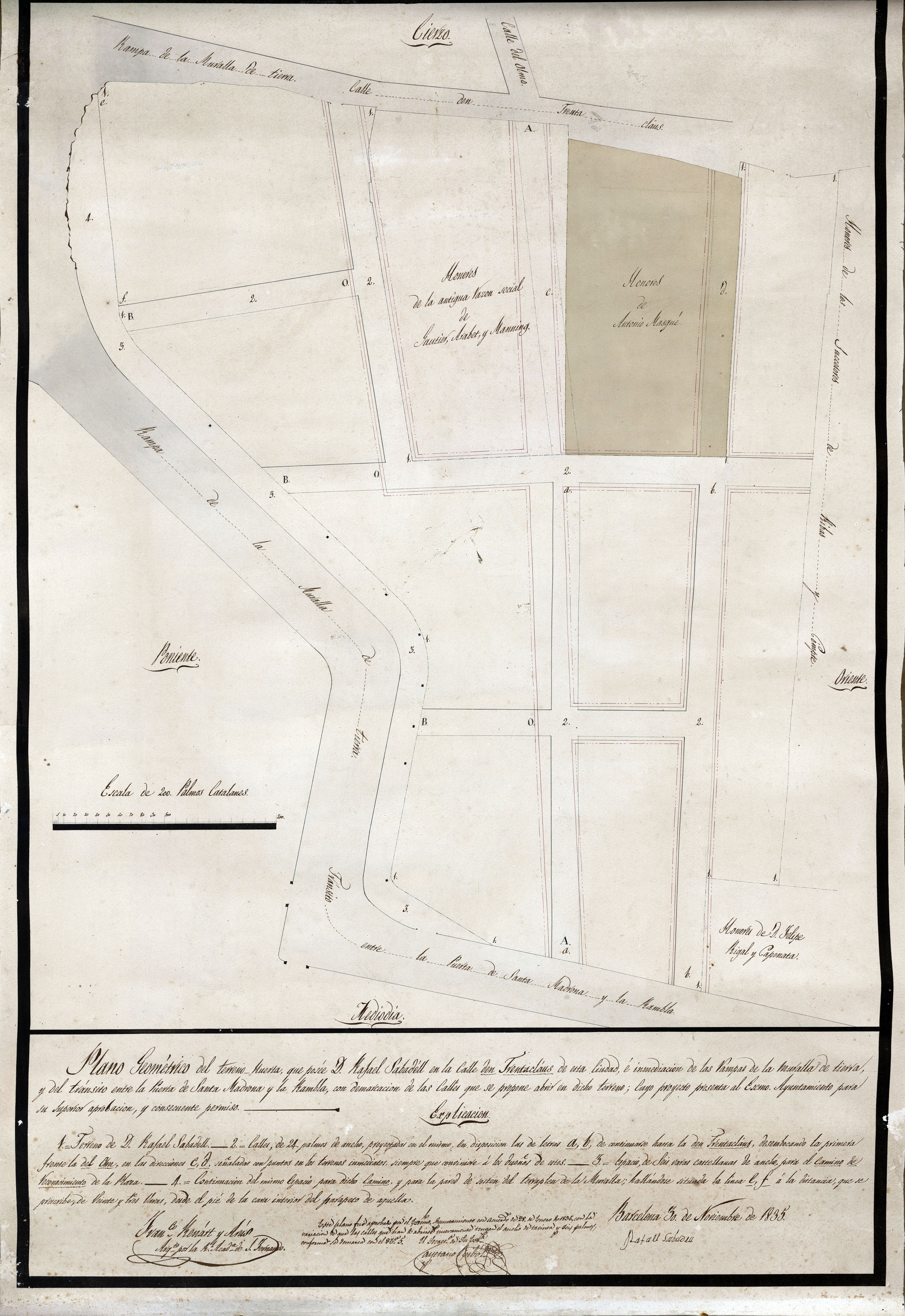
Projecte d'obertura de nous carrers als terrenys de Rafael Sabadell. Francesc Renart i Arús (1835)

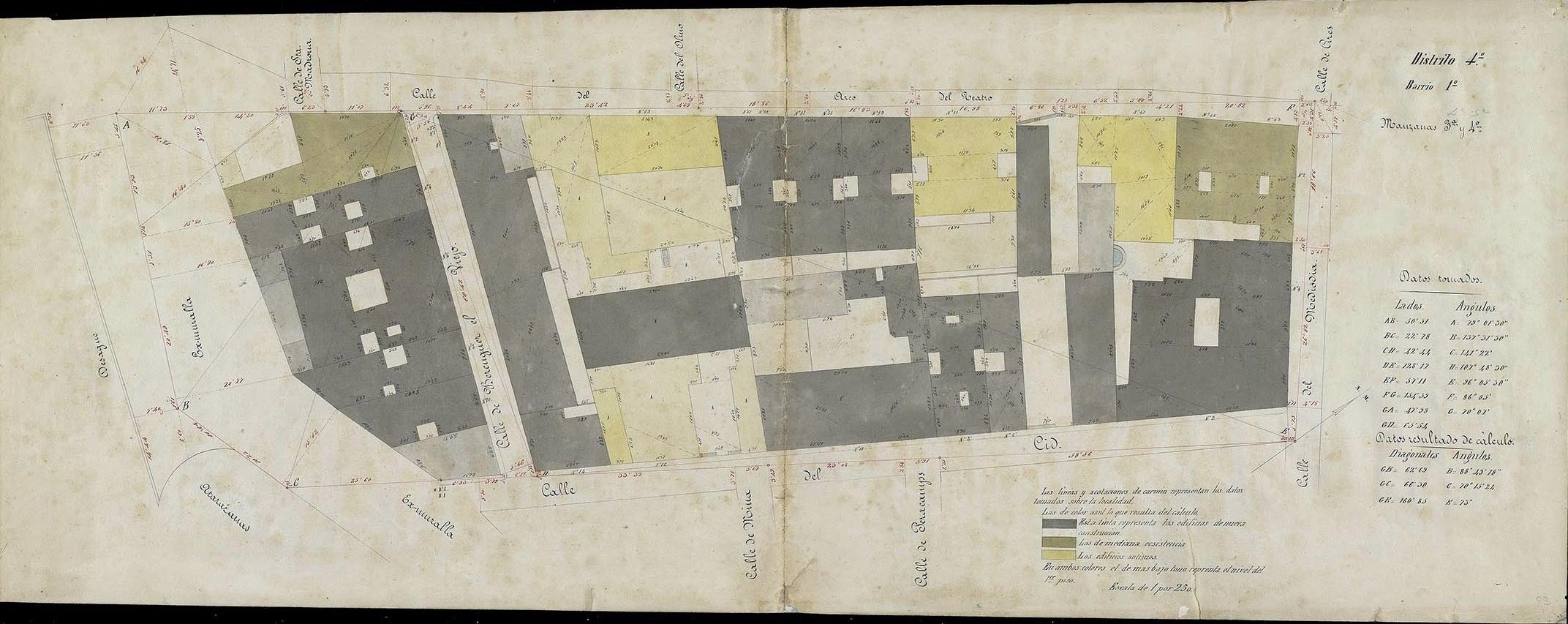
Quarteró núm. 83 de Garriga i Roca (c. 1860)